# Hans Bambey
Hans Bambey (* 27. Februar 1915 in Darmstadt; † 21. Februar 1997 in Bad Godesberg) war ein deutscher Offizier in der Luftwaffe der Wehrmacht und später der Luftwaffe der Bundeswehr. Er ging als Brigadegeneral in den Ruhestand.

## Leben
Hans Bambey studierte von 1933 bis 1936 Psychologie und Pädagogik um Lehrer zu werden. Am 1. Oktober 1936 trat er seinen Wehrdienst bei der Luftwaffe an und diente in der I. Abteilung des Flak-Regiments 3 im Luftkreis III. Nachdem er am 1. März 1939 zum Leutnant ernannt worden war, wechselte er bis April 1940 zur wieder aufgestellten II. Abteilung des Flak-Regiments 23 der 23. Flak-Division. Er blieb im Zweiten Weltkrieg mit unterschiedlichen Funktionen bei den Flaktruppen der Luftwaffe und wechselte häufig seinen Truppenteil. Am 1. Dezember 1941 erfolgte die Beförderung zum Oberleutnant und am 1. August 1943 zum Hauptmann. Zwischendurch erhielt er das Deutsche Kreuz in Gold. Am 1. Oktober 1944 wechselte er zur Luftkriegsschule 2 nach Berlin-Gatow, bevor er am 6. April 1945 zur 30. Flak-Division kam und dort das Kriegsende erlebte.
Danach arbeitete von 1948 bis 1955 als Grundschullehrer. Im Jahre 1956 trat er in die Luftwaffe der Bundeswehr ein. Als Oberst führte er vom 1. November 1962 bis zum 3. Dezember 1963 den Stab der 4. Luftverteidigungsdivision. Als diese ab dem 4. Dezember 1963 in 4. Luftwaffendivision umbenannt wurde, blieb er bis zum 30. November 1964 Chef des Stabes. Er ging als Brigadegeneral in den Ruhestand.

## Ehrungen
- 1972: Verdienstkreuz 1. Klasse der Bundesrepublik Deutschland[2]